# First Impressions
First Impressions — сборник австралийской певицы Оливии Ньютон-Джон, выпущенный в 1974 году на лейбле EMI. На сборнике представлены главные хиты исполнительницы, записанные с 1971 по 1974 год — песни из первых трёх студийных альбомов и сборника If You Love Me, Let Me Know.
В Японии диск был выпущен под названием Let Me Be There и такой же обложкой как и на оригинальном альбоме. В Австралии и Новой Зеландии альбом был выпущен Interfusion Records под названием Great Hits! First Impressions и с изменённым трек-листом (добавлены песни из альбома Long Live Love).

## Список композиций
| №   | Название                       | Автор(ы)                               | Длительность |
| --- | ------------------------------ | -------------------------------------- | ------------ |
| 1.  | «If Not For You»               | Боб Дилан                              | 2:45         |
| 2.  | «Banks Of The Ohio»            | народная                               | 3:08         |
| 3.  | «Love Song»                    | Лесли Дункан                           | 3:35         |
| 4.  | «Winterwood»                   | Дон Маклин                             | 2:42         |
| 5.  | «Everything I Own»             | Дэвид Гейтс                            | 2:53         |
| 6.  | «What Is Life»                 | Джордж Харрисон                        | 3:13         |
| 7.  | «Take Me Home Country Roads»   | Билл Дэнофф, Тэффи Ниверт, Джон Денвер | 3:10         |
| 8.  | «Amoureuse»                    | Вероник Сансон, Гэри Осборн            | 3:29         |
| 9.  | «Let Me Be There»              | Джон Ростилл                           | 2:51         |
| 10. | «Changes»                      | Оливия Ньютон-Джон                     | 2:23         |
| 11. | «Music Makes My Day»           | Джон Фаррар                            | 3:03         |
| 12. | «If You Love Me (Let Me Know)» | Джон Ростилл                           | 3:05         |

| №   | Название                       | Автор(ы)                               | Длительность |
| --- | ------------------------------ | -------------------------------------- | ------------ |
| 1.  | «If Not For You»               | Боб Дилан                              | 2:45         |
| 2.  | «Banks Of The Ohio»            | народная                               | 3:08         |
| 3.  | «Winterwood»                   | Дон Маклин                             | 2:42         |
| 4.  | «Take Me Home Country Roads»   | Билл Дэнофф, Тэффи Ниверт, Джон Денвер | 3:10         |
| 5.  | «Amoureuse»                    | Вероник Сансон, Гэри Осборн            | 3:29         |
| 6.  | «Let Me Be There»              | Джон Ростилл                           | 2:51         |
| 7.  | «I Honestly Love You»          | Питер Аллен, Джефф Барри               | 3:37         |
| 8.  | «Long Live Love»               | Валери Эйвон, Гарольд Спиро            | 2:47         |
| 9.  | «If You Love Me (Let Me Know)» | Джон Ростилл                           | 3:05         |
| 10. | «What Is Life»                 | Джордж Харрисон                        | 3:21         |
| 11. | «If We Try»                    | Дон Маклин                             | 3:23         |
| 12. | «Music Makes My Day»           | Джон Фаррар                            | 3:03         |

## Чарты

### Еженедельные чарты
| Чарт (1974–1976)              | Высшая позиция |
| ----------------------------- | -------------- |
| Австралия (Kent Music Report) | 3              |
| Новая Зеландия (RMNZ)         | 2              |

### Годовые чарты
| Чарт (1975)                        | Позиция |
| ---------------------------------- | ------- |
| Новая Зеландия (Recorded Music NZ) | 5       |
| Чарт (1976)                        | Позиция |
| Новая Зеландия (Recorded Music NZ) | 36      |